# 長尾義連
長尾 義連（ながお よしつら、1848年1月18日（弘化4年12月13日） - 1928年（昭和3年）6月17日）は、幕末の弘前藩士。明治から大正時代の政治家。青森県弘前市長。

## 経歴
弘前藩士長尾定八の長男として生まれ、1873年（明治6年）9月に家督を相続する。明治に入り、戸長や北津軽郡長を歴任し、1888年（明治21年）青森県会議員に当選する。翌年の1889年（明治22年）弘前市助役の時に菊池九郎市長の辞任に伴い第2代市長に当選するが、後任の助役選出による派閥争いで市会は紛糾し、翌年辞任した。
1896年（明治29年）赤石行三市長の病死に伴い、菊池九郎の推薦により市長に返り咲き、1902年（明治35年）再選し、1905年（明治38年）まで務めた。この間、弘前市立病院を開院した。これは、第8師団の設立した同仁病院を市会議員の竹内儀三郎が継いで経営していた博愛病院があったが、経営不振を理由に市への寄付の申し出がありこれを受けたものであった。のち1914年（大正3年）3月にも市長に当選し、通算13年半務めた。